# Општина Числау (Бузау)
Числау (рум. Cislău) општина је у Румунији у округу Бузау.
Oпштина се налази на надморској висини од 290 m.